# Waalse Pijl 1995
De 59ste editie van de Waalse Pijl (ook bekend als La Flèche Wallone) werd gehouden op woensdag 12 april 1995. Het parcours had een lengte van 205.5 kilometer. De start vond plaats in Spa en de finish was in Hoei, op de Muur van Hoei om precies te zijn. Van de 187 gestarte renners bereikten 88 coureurs de eindstreep.

## Uitslag
| Waalse Pijl 1995 (205.5 km) |                      |                         |          |
| Plaats                      | Naam                 | Ploeg                   | Tijd     |
| Winnaar                     | Laurent Jalabert     | ONCE                    | 4u51'00" |
| 2                           | Maurizio Fondriest   | Lampre-Panaria          | +00' 02" |
| 3                           | Jevgeni Berzin       | Gewiss-Ballan           | +00' 26" |
| 4                           | Francesco Casagrande | Mercatone Uno-Saeco     | +00' 50" |
| 5                           | Mauro Gianetti       | Team Polti              | +00' 50" |
| 6                           | Davide Rebellin      | MG Maglificio–Technogym | +00' 54" |
| 7                           | Beat Zberg           | Carrera-Tassoni         | +00' 54" |
| 8                           | Francesco Frattini   | Gewiss-Ballan           | +00' 57" |
| 9                           | Heinz Imboden        | Brescialat              | +00' 57" |
| 10                          | Steven Rooks         | TVM                     | +01'03"  |
|                             |                      |                         |          |
| 38                          | Michel Dernies       | Motorola                | +05' 00" |

1936 · 1937 · 1938 · 1939 · 1940 · 1941 · 1942 · 1943 · 1944 · 1945 · 1946 · 1947 · 1948 · 1949 · 1950 · 1951 · 1952 · 1953 · 1954 · 1955 · 1956 · 1957 · 1958 · 1959 · 1960 · 1961 · 1962 · 1963 · 1964 · 1965 · 1966 · 1967 · 1968 · 1969 · 1970 · 1971 · 1972 · 1973 · 1974 · 1975 · 1976 · 1977 · 1978 · 1979 · 1980 · 1981 · 1982 · 1983 · 1984 · 1985 · 1986 · 1987 · 1988 · 1989 · 1990 · 1991 · 1992 · 1993 · 1994 · 1995 · 1996 · 1997 · 1998 · 1999 · 2000 · 2001 · 2002 · 2003 · 2004 · 2005 · 2006 · 2007 · 2008 · 2009 · 2010 · 2011 · 2012 · 2013 · 2014 · 2015 · 2016 · 2017 · 2018 · 2019 · 2020 · 2021 · 2022 · 2023 · 2024
Lijst van beklimmingen